# Escudo de Alió

Representación del escudo de armas de Alió.

El escudo de armas de Alió se describe según la terminología precisa de la heráldica, por el siguiente blasón:

Escudo partido: 1º de argén, un medio vuelo, de azur; 2º de oro, una cruz de tau o de Santa Tecla, de sable.

La composición se presenta pues en un escudo dividido verticalmente (partido)  con una mitad de color blanco o plata sobre la que figura la imagen de un ala de ave extendida desde la parte inferior con su pluma más larga apuntando hacia el extremo superior izquierdo visual, todo de color azul. En la otra mitad, sobre fondo amarillo (oro), se presenta el emblema de la cruz de tao, de color negro.
El diseño del conjunto suele encontrase habitualmente representado por un contorno en forma de cuadrado apoyado sobre una de sus aristas (escudo de ciudad), y acompañado en la parte superior de un timbre en forma de corona mural, configuración muy difundida en Cataluña al haber sido adoptada por la administración en sus recomendaciones para el diseño oficial.
La adopción del escudo oficialmente por la corporación municipal fue aprobado por la Generalidad de Cataluña mediante Decreto de 28 de noviembre de 2000 y publicado en el DOGC el 27 de diciembre del mismo año con número 3292.
La composición puede ser interpretada como la reunión del emblema parlante del ala de ave, en referencia al topónimo, y la de evocación de su pasado feudal, mediante la cruz de tau, emblema del patronazgo de la figura religiosa de Santa Tecla sobre los arzobispos de Tarragona, algunos de los cuales fueron también señores de Alió.